# Против Макартата о наследстве Гагния
«Против Макартата о наследстве Гагния» — судебная речь древнегреческого оратора Демосфена, сохранившаяся в составе «демосфеновского корпуса» под номером XLIII. Была произнесена после 361 года до н. э.
Речь была написана для одного из участников судебной тяжбы из-за наследства Гагния — богатого афинянина, не оставившего детей, так что права на его имущество перешли к представителям других ветвей рода. С одним из предыдущих этапов тяжбы связана XI речь Исея.